# 25190 Thomasgoodin
A 25190 Thomasgoodin (ideiglenes jelöléssel 1998 SM118) a Naprendszer kisbolygóövében található aszteroida. A LINEAR projekt keretében fedezték fel 1998. szeptember 26-án.